# Elbaïta
L'elbaïta és un mineral del grup VIII (silicats) segons la classificació de Nickel-Strunz. Sovint s'utilitza com a gemma o com a mineral per a col·leccionistes. El seu nom prové de l'illa d'Elba, a Itàlia, on va ser descoberta l'any 1913.

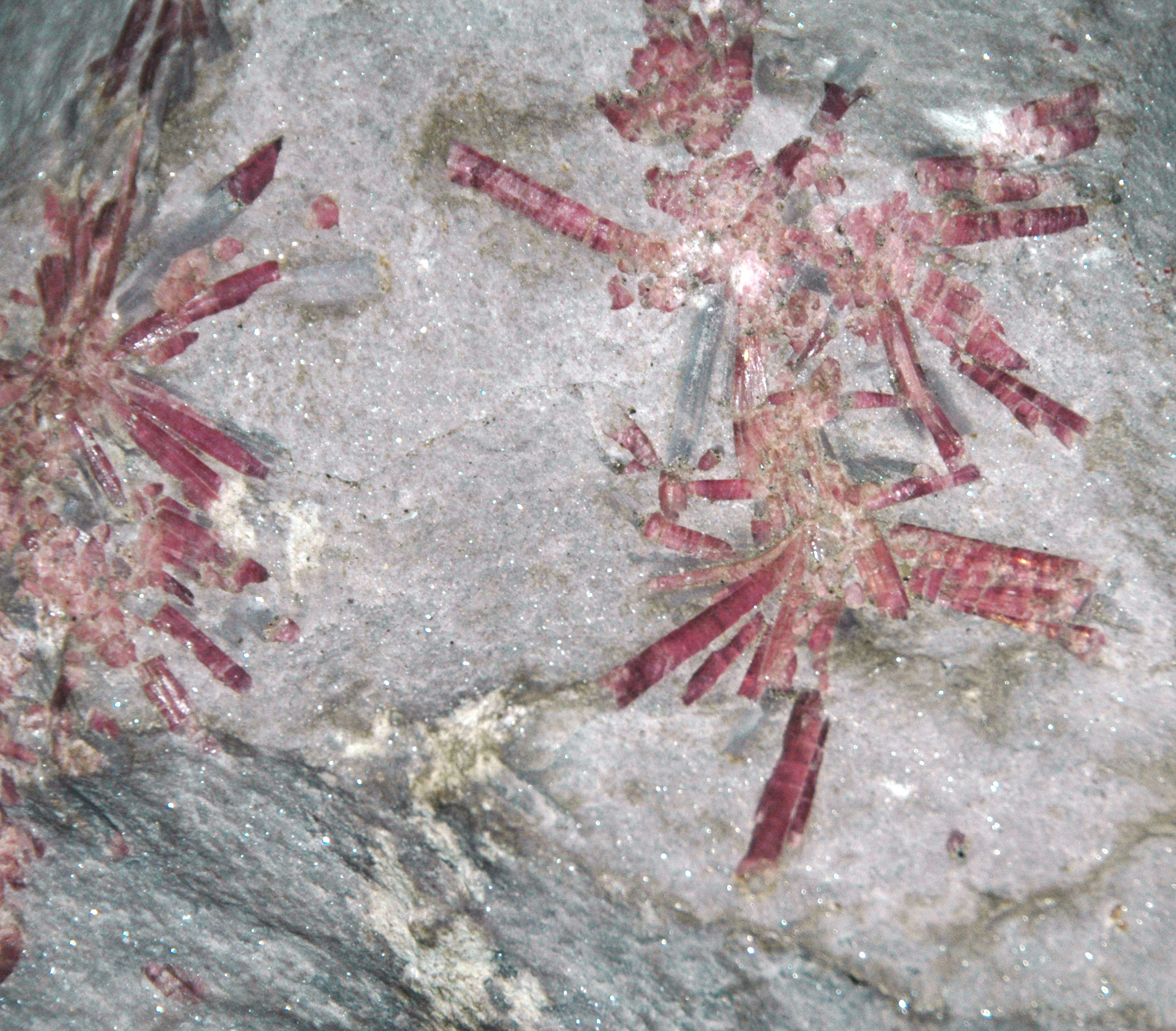
Rubelita sobre matriu de lepidolita, Pala, Califòrnia.

L'estiu de 2024 l'IMA acceptà la proposta 24-A de definint així un neotip per aquest mineral. La localitat tipus s'establia a la pegmatita de Rosina, situada a uns 100 m al sud del poble de San Piero in Campo, a l'illa d'Elba (Itàlia). Aquest material va ser dipositat a les col·leccions del Museo Universitario di Scienze della Terra (MUST), al departament de Ciències de la Terra de la Universitat de Roma La Sapienza, amb el número de catàleg 33383/406.

## Característiques químiques
És un ciclosilicat del grup de la turmalina. Presenta sèries de solució sòlida amb els següents minerals:
- Liddicoatita, on se substitueix gradualment el sodi pel calci.
- Dravita, on se substitueix gradualment el liti pel magnesi.
- Afrisita,on se substitueix gradualment el liti pel ferro.

## Formació i jaciments
Sol trobar-se en roques riques en liti com ara pegmatites granítiques, roques metamòrfiques i filons hidrotermals d'alta temperatura.